# Espedal
Espedal er en bosættelse i Fjaler i Norge. Den ejes og bebos af Espedal-familien. Stedet er bedst kendt som fødested for Gorgoroth-vokalisten Kristian Eivind "Gaahl" Espedal.
61°16′05″N 5°19′30″Ø / 61.2681°N 5.325°Ø